# Caio Válgio Rufo
Caio Válgio Rufo (em latim: Gaius Valgius Rufus) foi um político romano eleito cônsul em 12 a.C.. É conhecido principalmente por ser um poeta em latim e por sua amizade com Horácio e Mecenas.

## História
Rufo era conhecido por suas elegias e epigramas. Seus contemporâneos acreditavam também que ele era capaz de criar grandes épicos. O autor do panegírico de Marco Valério Messala Corvino declarou que Rufo era o único poeta capaz de se comparar a Homero.
Contudo, ele não se limitou à poesia. Rufo discutiu questões gramaticais em sua correspondência, traduziu um manual retórico de seu professor, Apolodoro de Pérgamo, e começou um tratado sobre plantas medicinais dedicado a Augusto. Horácio ajudou-o na nona ode de seu segundo livro.